# Домиций Александър
Луций Домиций Александър, вероятно родом от Фригия е викарий (управител) на Северна Африка по време на възкачването на Максенций. Войските в провинцията отказали да признаят Максенций за техен император и вместо това издигнали Домиций Александър. През 309 или 311 г. , според различните източници, Максенций изпратил армия в Африка срещу узурпатора, който се бил съюзил с Константин I срещу него. Домиций Александър бил предаден от хората си, задържан и екзекутиран.